# Bröderna Erikssons Möbelverkstad

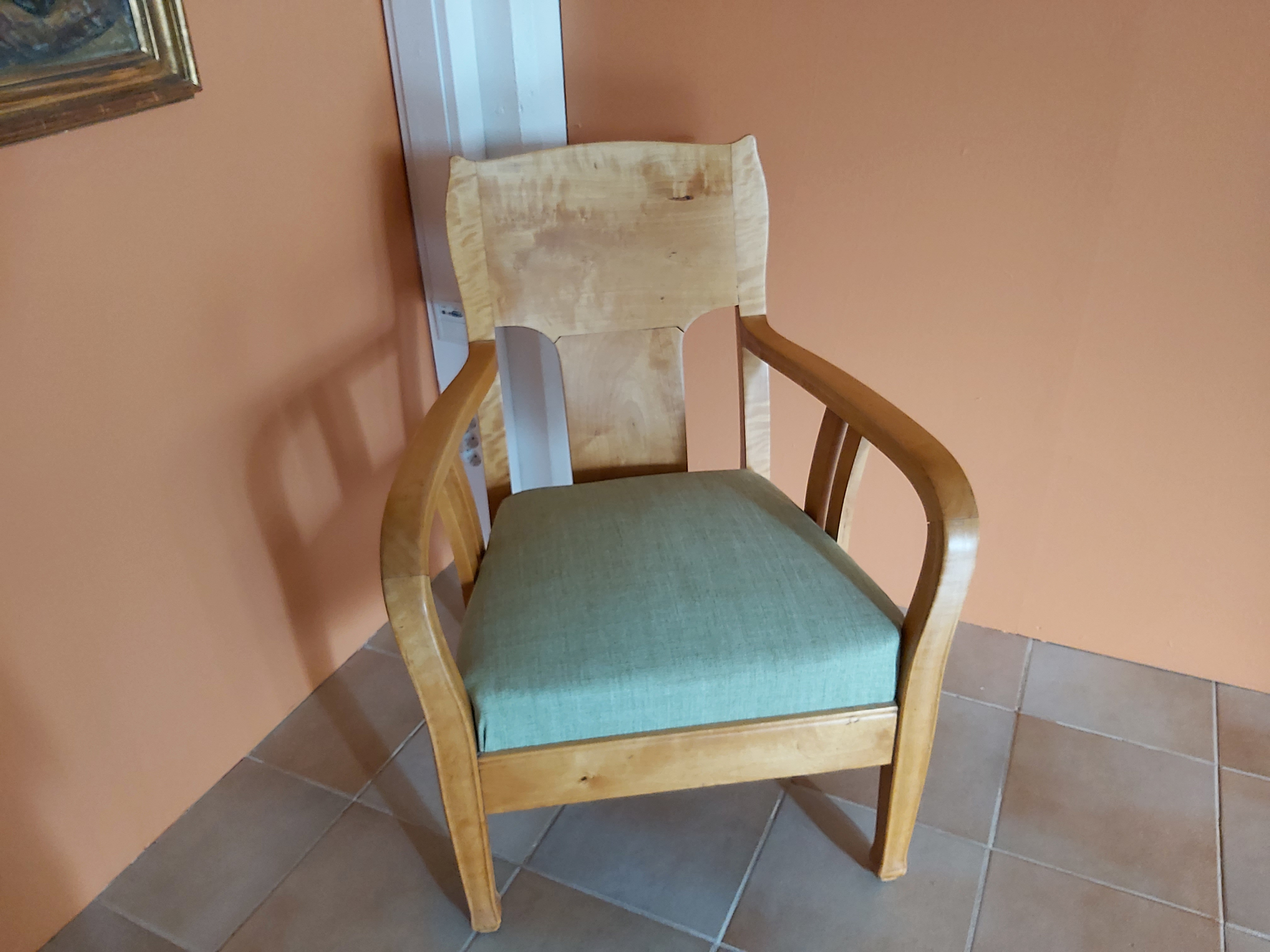
Stol på Rackstadmuseet, Arvika

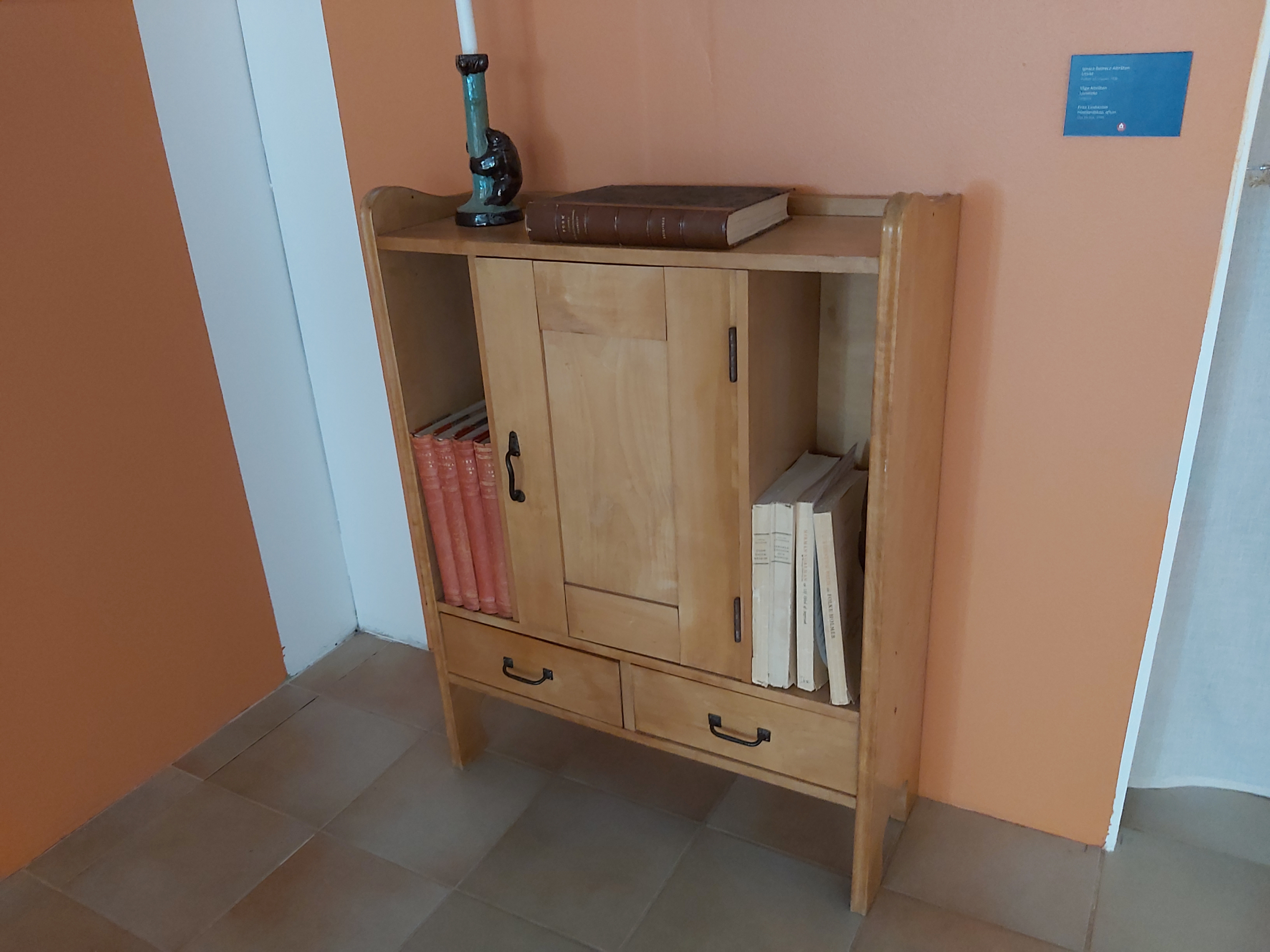
Bokhylla på Rackstadmuseet, Arvika

Bröderna Erikssons Möbelverkstad var en snickeriverkstad i Taserud utanför Arvika.
Firman grundades på 1850-talet av Erik Olsson (död 1904) under namnet E. Olsson, Möbel-Snickeri. Erik Olssons fyra söner Ola (1852–1942), Elis (1856–1936), Christian (1858–1935) och Karl Eriksson (1862–1957) utbildade sig i Sverige och utomlands i Tyskland, Frankrike och Rumänien och gick därefter in i firman.
Utifrån ritningar av bland annat Ragnar Östberg, Carl Westman och Ivar Tengbom tillverkade bröderna jugendmöbler som blev kända för sin kvalitet i Sverige och övriga Europa. Ola Eriksson var bildhuggaren, Karl Eriksson (Mäster-Karl) och Elis Eriksson (Elis i Taserud) var möbelsnickarna, och Christian Eriksson, som var skulptör, gjorde förlagor till figurreliefer och beslag. Beslagen tillverkades av konstsmeden Petter Andersson (Petter på Myra). Verkstaden hade även kontakt med Rackstadgruppen. Utöver bröderna hade man även gesäller och lärlingar anställda.
På världsutställningen i Chicago 1893 fick man en bronsplakett för ett skåp med sniderier, men det verkliga genombrottet kom vid Stockholmsutställningen 1897.[källa behövs] Verksamheten upphörde då snickeriet brann ned 1925. Alster från verkstaden finns på Mössebergs kurhotell i Falköping och Rackstadmuseet i Arvika.